# Габих
Габих (нем. Habich) — дворянский род, имеющий немецкие корни.
В прежнем Великом Княжестве Литовском оседлые. Из них Иван Габих в 1778 году назначен в должность Коморника Земского Стародубовского.

## Описание герба
В щите напол-разделённом, в правой голубой половине пол-колеса возового, а в левой красной, пол-ястреба влево, соединённые между собою в середине.
В навершии шлема три страусовые пера. Герб Габих внесён в Часть 2 Гербовника дворянских родов Царства Польского, стр. 122.